# Baseball at Mudville
Baseball at Mudville è un cortometraggio muto del 1917 diretto da Norval MacGregor. Prodotto dalla Selig Polyscope Company, aveva come interpreti Lee Morris, John Lancaster, William Hutchinson.

## Produzione
Il film fu prodotto dalla Selig Polyscope Company.

## Distribuzione
Distribuito dalla General Film Company, il film - un cortometraggio in una bobina - uscì nelle sale cinematografiche statunitensi nel maggio 1917.